# IOS 8
IOS 8 is een besturingssysteem voor mobiele apparaten met touchscreen ontworpen door het Amerikaanse computerbedrijf Apple. Deze nieuwe versie van het besturingssysteem is de opvolger van iOS 7, dat uitgebracht werd in september 2013. Het besturingssysteem is aangekondigd op het WWDC op 2 juni 2014 te San Francisco, Californië, VS. Deze versie lijkt sterk op iOS 7, maar heeft ook nieuwe functionaliteit. Belangrijke nieuwe functies voor de eindgebruiker zijn onder andere HealthKit, interactieve notificaties, widgets in het notificatiecentrum, tips en woordvoorspelling in het toetsenbord (Nederlands wordt nog niet ondersteund).
In iOS 8.3 is er ondersteuning gekomen voor Nederlands in Siri en in iOS 8.4 kwam de streamingdienst Apple Music beschikbaar voor alle gebruikers. IOS 8 werd op 18 september 2015 opgevolgd door iOS 9.

## Ondersteunde apparaten
IOS 8 is beschikbaar voor de iPad 2 en hoger, iPad mini en hoger, iPhone 4s en hoger en de vijfde generatie iPod touch en staat standaard geïnstalleerd op de iPhone 6, de iPhone 6 Plus, de iPad Air 2 en de iPad mini 3.

## Introductieproblemen
Bij de introductie van iOS 8 gaven verschillende nieuwssites aan dat iPhone 4s-bezitters beter konden wachten met het installeren van iOS 8, omdat het systeem de iPhone 4S zou vertragen en de batterij sneller leeg zou zijn. Deze problemen lijken voorbij te zijn sinds de update naar iOS 8.1.

## Apple Music
In iOS 8.4, uitgebracht in juni 2015, werd Apple Music, een streamingdienst voor muziek, gelanceerd.